# Rhododendron stewartianum
Rhododendron stewartianum är en ljungväxtart som beskrevs av Friedrich Ludwig Diels. Rhododendron stewartianum ingår i släktet rododendron, och familjen ljungväxter. Inga underarter finns listade i Catalogue of Life.